# Elliot Manyika
Elliot Tapfumaneyi Manyika (30 de julho de 1955 - 6 de dezembro de 2008) foi um político do Zimbábue. Morreu após um acidente rodoviário. 